# 三越のライオン像

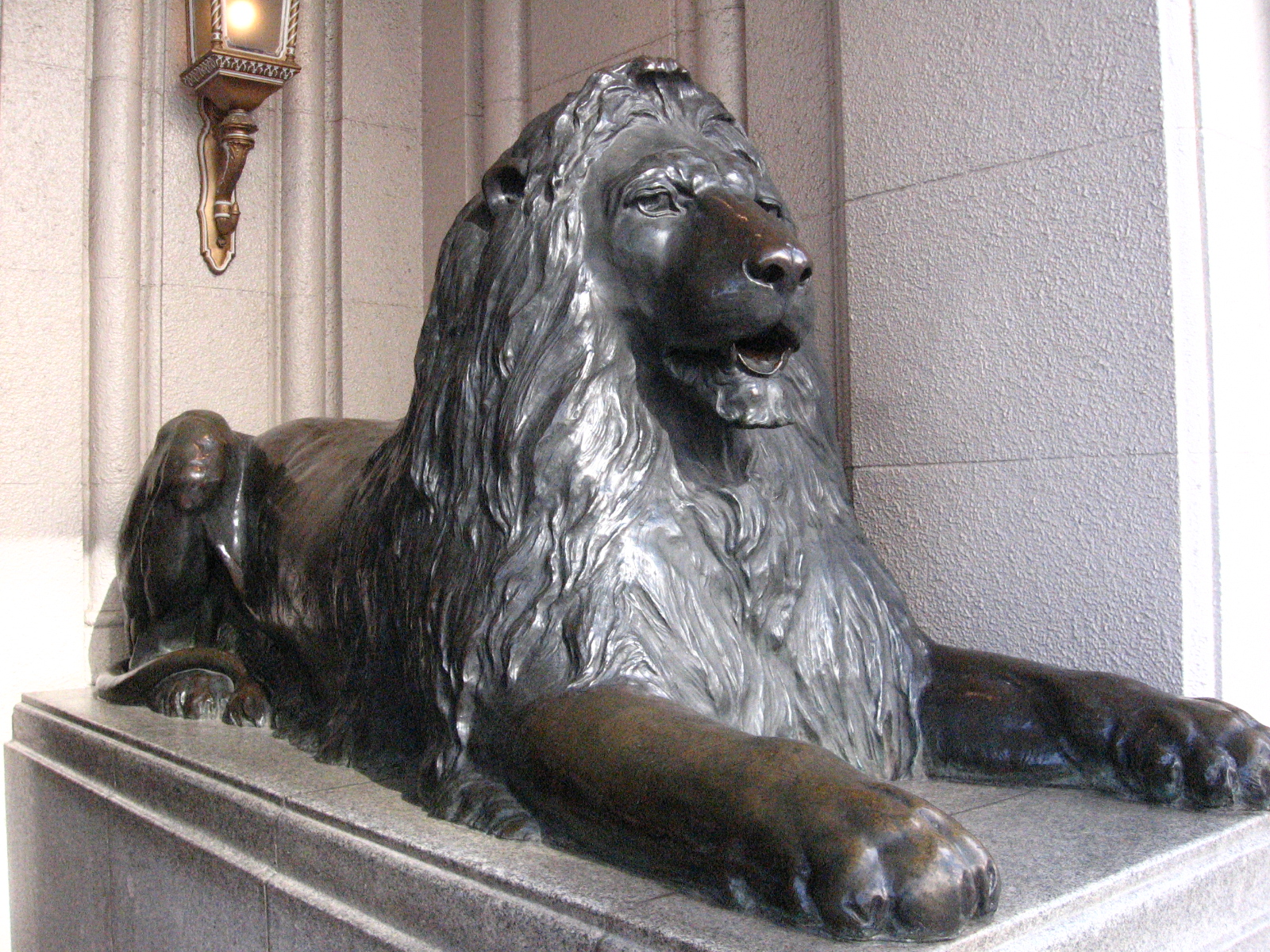
三越日本橋本店のライオン像

本項では、大手百貨店三越（みつこし）の店舗玄関に設置されている、ライオンをかたどった青銅製の像について述べる。

## 歴史

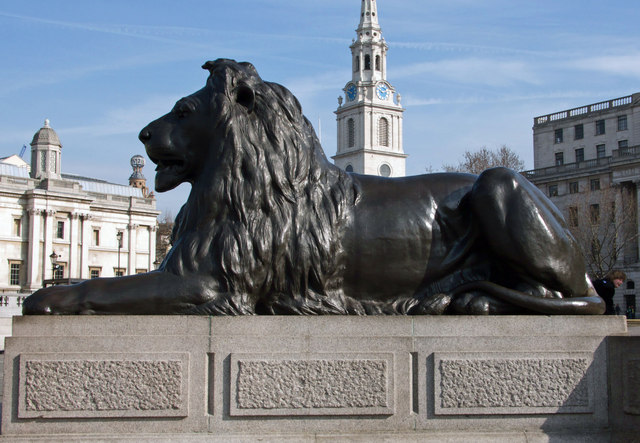
モデルとなった、トラファルガー広場のライオン像。

初めて三越の店頭にライオンの像が設置されたのは、1914年（大正3年）10月1日の日本橋三越本店開業時であった。発案者は三越創業時の支配人の日比翁助で、旧来の呉服商から百貨店への転換に向けて欧米を視察した際にイギリスで発注した。ロンドンのトラファルガー広場のネルソン記念塔の下にある4頭の獅子像がモデルとされ、英国の彫刻家レナード・スタンフォード・メリフィールドが型どり、鋳造師のバルトン（A. B. Burton）が制作。完成まで3年を要し、イギリスの彫刻家の間でも話題になった。日比は無類のライオン好きとして知られ、息子に雷音と名付けるほどであった。1972年には、三越の前身である越後屋の創業300年を記念して三越各店にライオン像が設置された。
2014年4月にはライオン像100歳を記念して、日本橋本店でライオンにちなんだ商品の販売や、熊本県の「お菓子の香梅」によるチョコレート製の等身大ライオン像の展示、地下倉庫に保管していた5体のライオン像の一般公開などが行われた。

## 各地のライオン像
日本橋本店のライオン像は座った姿勢で台座に載り、足から尾まで269 cm、台座を含めた頭までの高さは120 cm。1941年12月、太平洋戦争開戦による金属回収強化を憂慮した三越は、ライオン像を海軍省に供出した。幸いにして像は溶解を免れ、終戦後に東郷神社に放置されていたところを三越社員に発見され、再び本店玄関に設置された。
2019年現在、三越12店中11店の店頭にライオン像が設置され、そのうち日本橋本店・仙台三越・福岡三越と2020年閉店以前の新潟三越には玄関の両側に2頭いる。2014年には、100歳を迎える日本橋本店のライオンが三陽商会の特注のコートを着た。2体のライオンはサイズが微妙に異なり、1体ずつ特別オーダーで仕上げられている。このほかにも季節や地域にあわせ、浴衣やハロウィン、サンタクロースなどのコスチュームなどを着用することがある。広島三越では、2018年に広島東洋カープがリーグ優勝した際に同球団のユニフォームを身にまとった。このユニフォームは、学生時代に女子野球で活躍した同店のカープファンのスタッフの手作りだという。2019年コロナウイルス感染症の流行を受け、銀座や仙台、広島などのライオン像は三越のロゴが入ったマスクを着用した。
1972年に三越各店に設置された像のうち、銀座店の像は富山県高岡市で鋳造された高岡銅器である。その縁から、高岡市内にはいくつかのライオン像を見ることができる。
名古屋三越栄店のライオン像は、1980年に前身のオリエンタル中村百貨店から三越に改称した際に、それまでのカンガルーの像に代わり正面玄関前に設置された。2006年の改装の際に玄関の左隅に移動したが、2019年9月に再び正面玄関前に移設された。各店のライオン像は少しずつ表情が異なり、名古屋市内に2店舗ある三越のうち栄店と星ヶ丘店でも微妙に顔立ちが違っている。オリエンタル中村のシンボルだったカンガルー像は、2019年現在も栄店の屋上に大切に残されている。
ライオン像には、「誰にも見られずに背にまたがると願いがかなう」という必勝祈願の言い伝えがある。

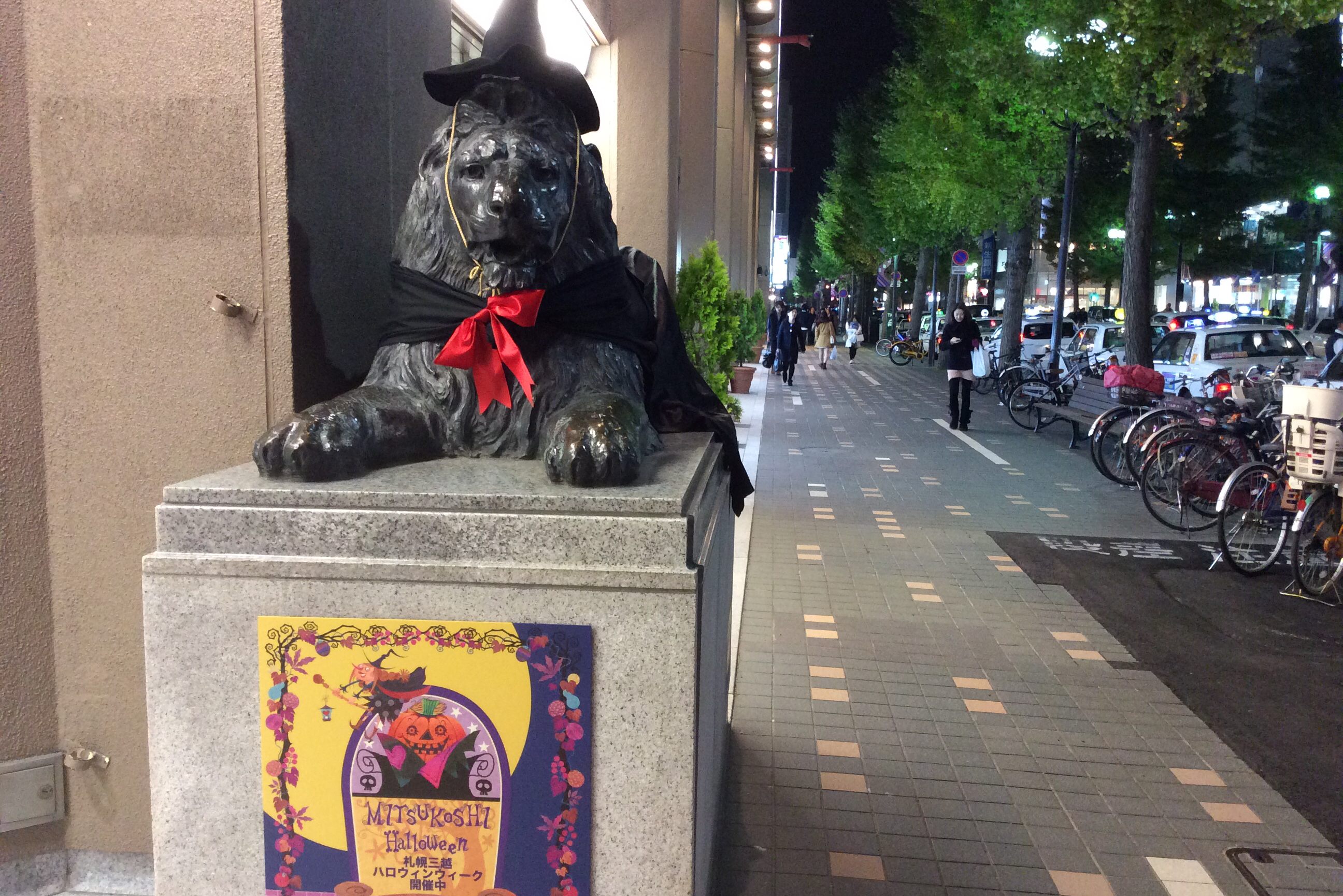
ハロウィンの装いの、札幌三越のライオン像。2015年10月。
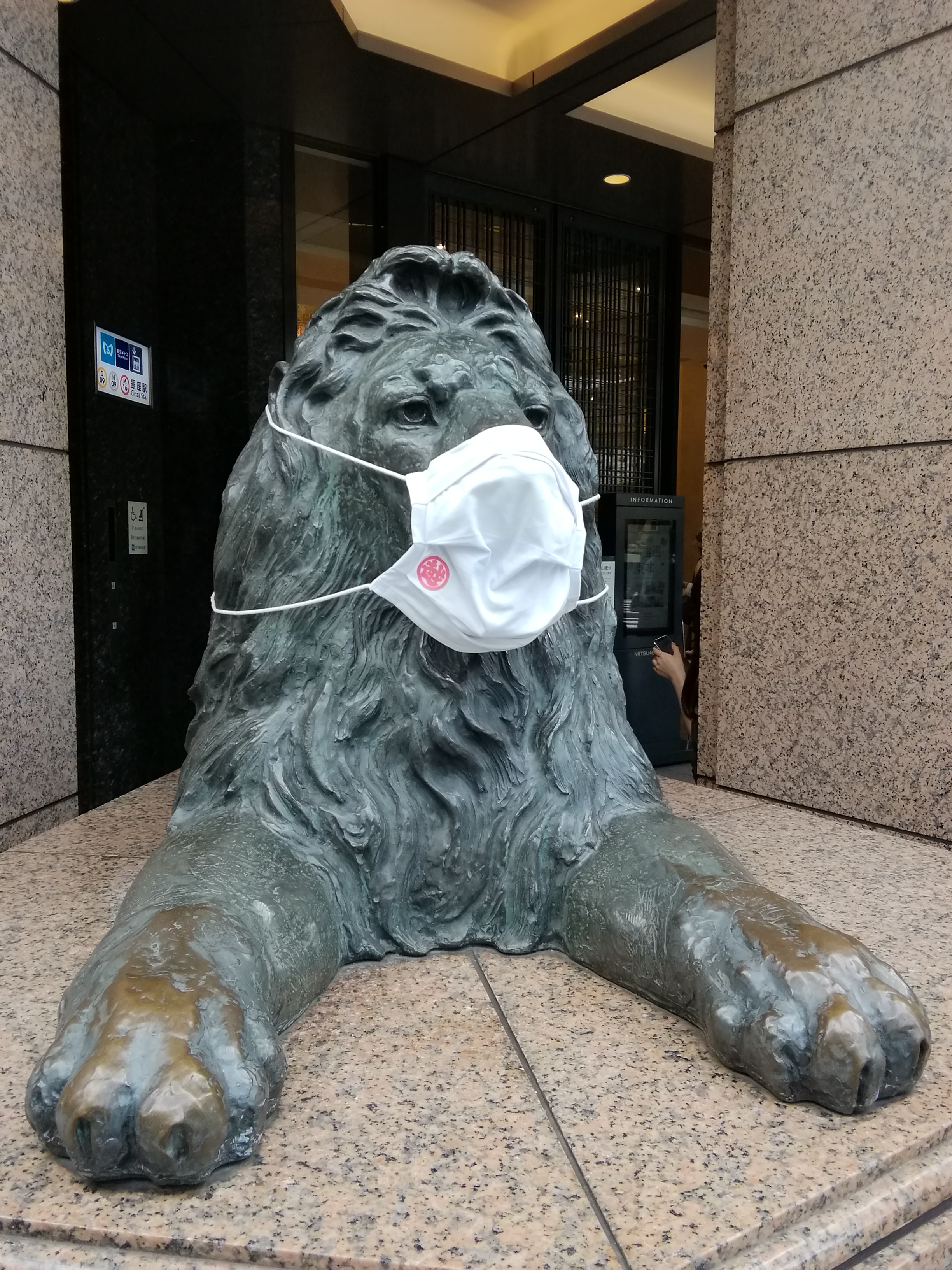
ロゴが入ったマスクを着用した、銀座三越のライオン像。2021年10月。
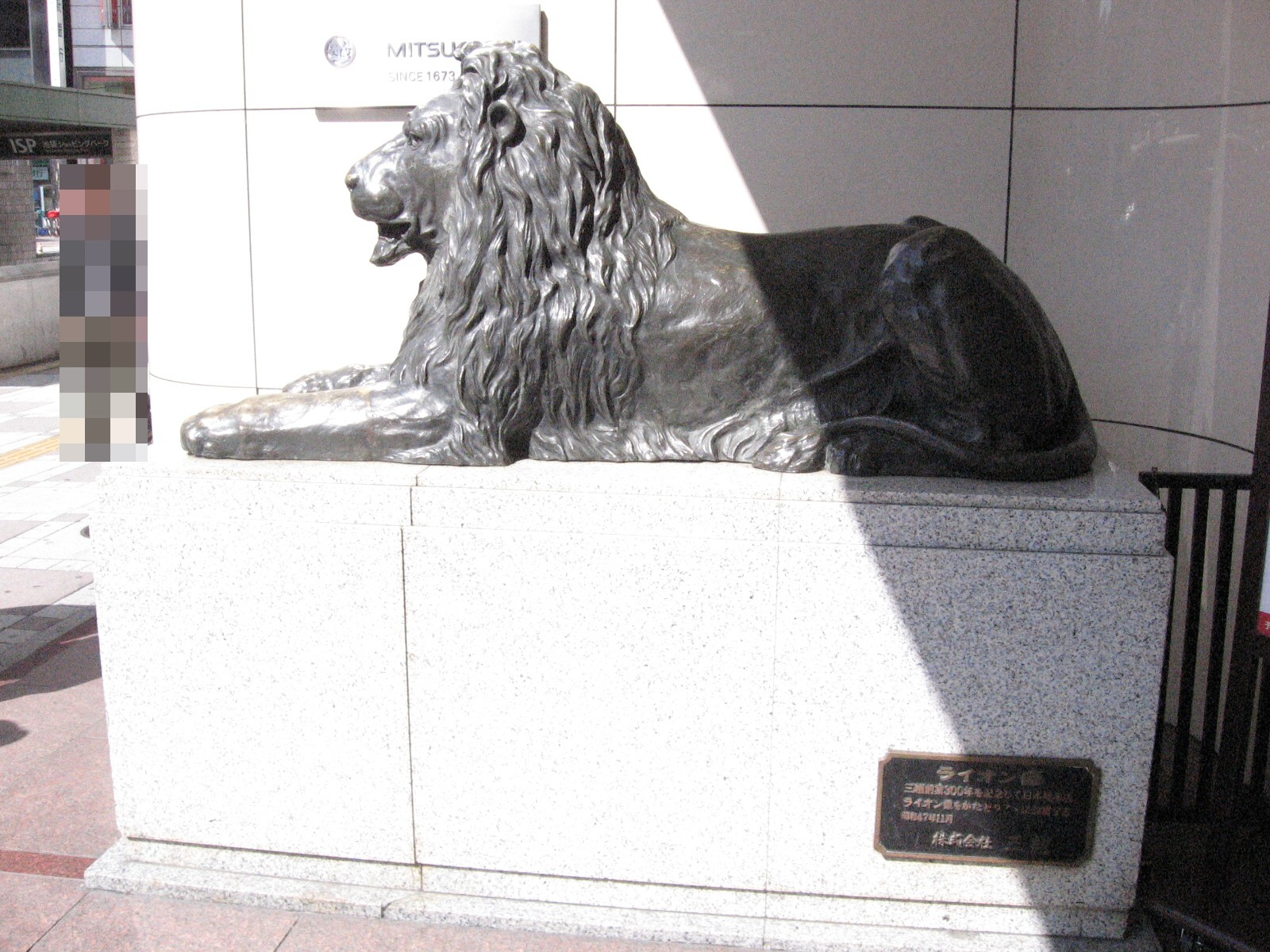
池袋三越にいたライオン像。
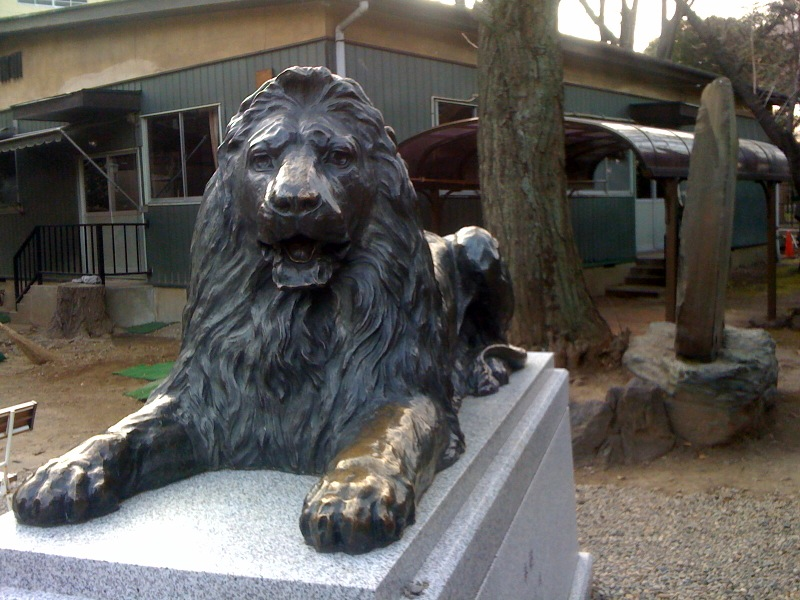
池袋から東京都墨田区の三囲神社に移り、余生を送る。
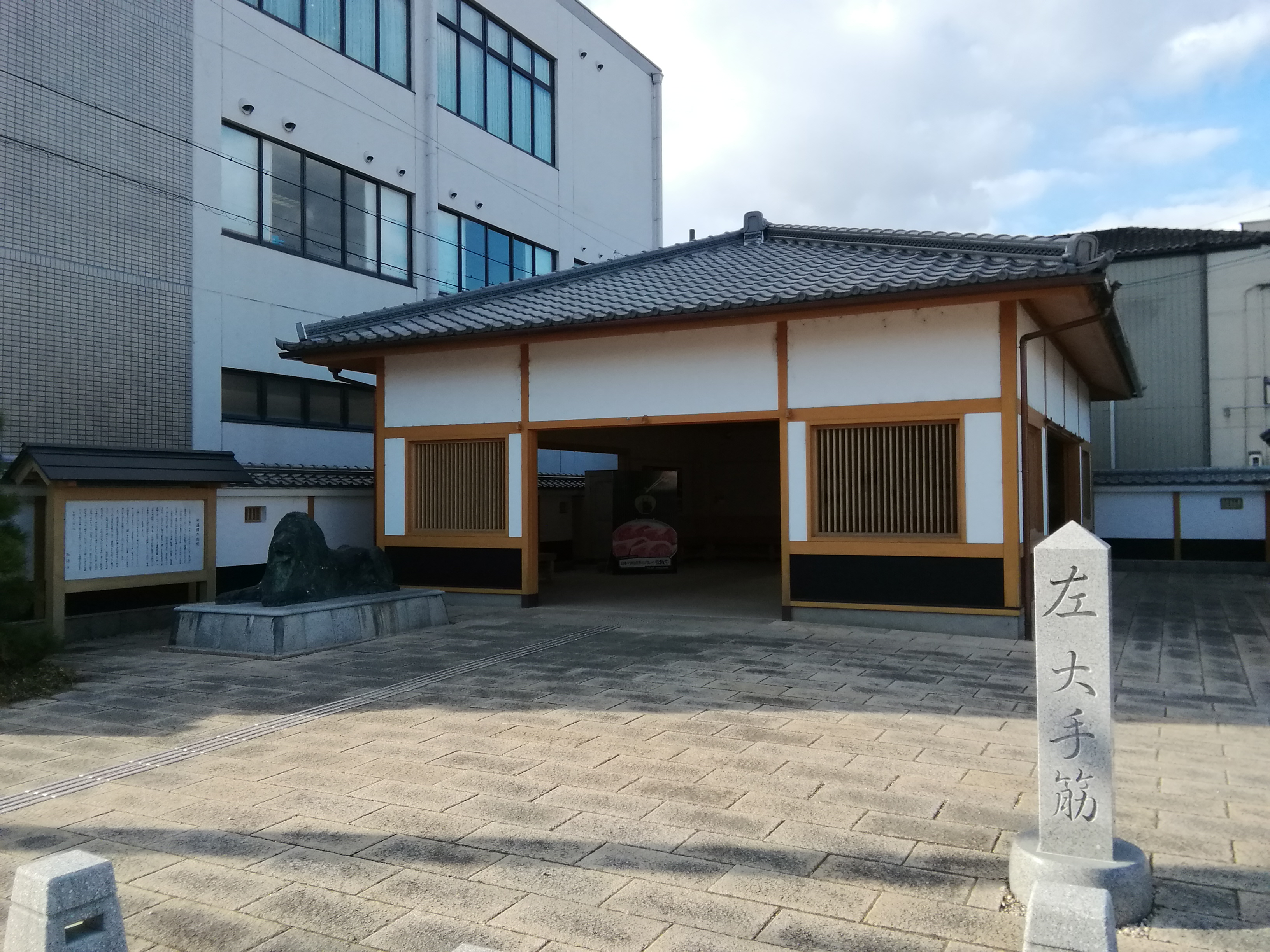
三井家発祥の地である松阪市の、豪商ポケットパーク。三越から寄贈されたライオン像がいる（前任地不詳）。
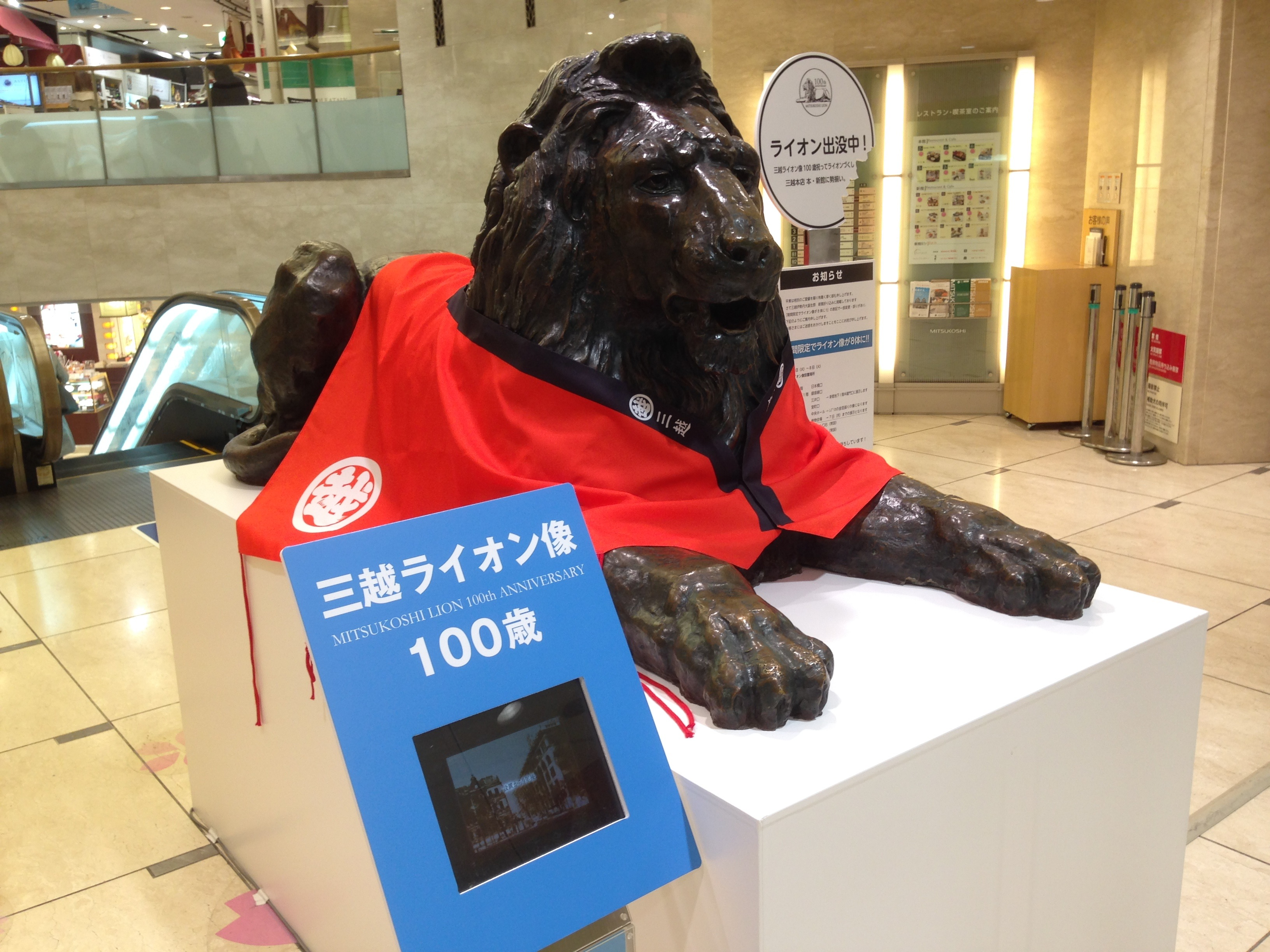
2014年、「100歳」を記念して地下の倉庫から再び来店客の前に姿を現した。
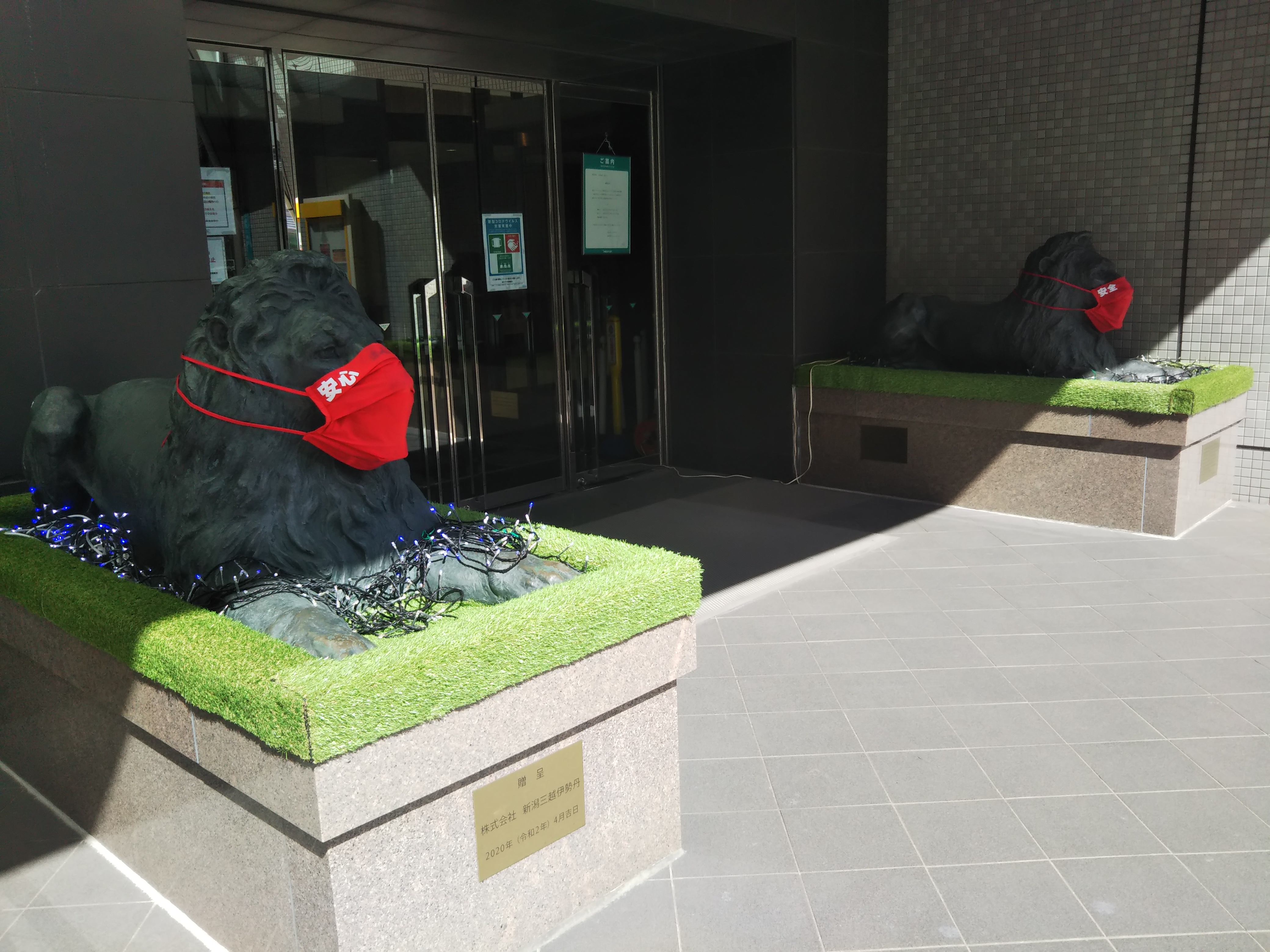
新潟三越から、通りの向かいのNEXT21に引っ越した2頭のライオン像。2022年3月。

### 退任後の行方
三越には経営上の理由により閉店した店舗もある。Jタウンネットの取材によると、基本的には閉店後のライオン像は店頭から撤去され、倉庫で保管される。日本橋本店の地下には数体の像が保管されているというが、中には新たな場所に移ったものもある。
- 2009年に閉店した池袋店のライオン像は、東京都墨田区向島の三囲神社に移った。三囲神社は三井家の守り神で、池袋三越が閉店する際に神社側からの依頼を受け寄贈された[3]。
- 2014年に「歴史のご縁による株式会社三越伊勢丹ホールディングスと松阪市との連携協定書」に基づき、三井家発祥の地である三重県松阪市に1体寄贈され、豪商ポケットパークに設置されている[17]。
- 2015年には、日本橋本店のライオン像設置百周年と大学創立125周年を記念して[3]、理事長の松浪健四郎の依頼を受け、過去の店舗統廃合で保管されていた像が日本体育大学に寄贈され、世田谷区のキャンパスの教育研究棟玄関に設置された。またがると願いが叶うという言い伝えから、台座を低めにしている[18]。
- 新潟三越には、前身の小林百貨店から名称変更し、改装が行われた1981年から2頭のライオン像が設置されていた[3]。同店は2020年3月に閉店。2体のライオン像は、同じ古町地区のNEXT21に寄贈され、柾谷小路側出入口に移設されることとなった[19]。

### 期間限定設置
- 2023年9月27日、三越創業350周年を記念して名古屋三越栄店3階フロアに正面玄関とは別に東京の倉庫から運び出したもう一体のライオン像が設置された（2023年末まで設置）[20][21]。

## 設置基準
2022年、三越徳島（規模の小さいサテライト店）が入居するビル運営会社が、ライオンの設置を働きかけたところ断られたという話が伝わる。